# Eishockey-Eredivisie (Niederlande) 2003/04
Die Saison 2003/04 war die 44. Spielzeit der Eredivisie, der höchsten niederländischen Eishockeyspielklasse. Meister wurden zum insgesamt fünften Mal in der Vereinsgeschichte die Amsterdam Bulldogs.

## Modus
Da die Eredivisie nur noch vier Teilnehmer hatte, bestritt man zunächst einen gemeinsamen Pokalwettbewerb mit den Erstligisten aus Belgien. Gemäß ihrer Platzierung in diesem Pokalwettbewerb erhielten die Eredivisie-Teilnehmer für die Eredivisie-Hauptrunde zwischen null und drei Bonuspunkte. Alle vier Mannschaften der Eredivisie-Hauptrunde qualifizierten sich für die Playoffs, in denen der Meister ausgespielt wurde. Für einen Sieg nach regulärer Spielzeit erhielt jede Mannschaft drei Punkte, für einen Sieg nach Overtime gab es zwei Punkte, bei einer Niederlage nach Overtime gab es einen Punkt und bei einer Niederlage nach regulärer Spielzeit null Punkte.

## Hauptrunde

### Tabelle
|    | Klub               | Sp | S | OTS | OTN | N | T  | GT | Punkte (Bonus) |
| -- | ------------------ | -- | - | --- | --- | - | -- | -- | -------------- |
| 1. | Amsterdam Bulldogs | 6  | 4 | 0   | 0   | 2 | 34 | 22 | 14(2)          |
| 2. | Heerenveen Flyers  | 6  | 3 | 0   | 0   | 3 | 28 | 20 | 12(3)          |
| 3. | Tilburg Trappers   | 6  | 3 | 1   | 0   | 2 | 19 | 23 | 12(1)          |
| 4. | Eaters Geleen      | 6  | 1 | 0   | 1   | 4 | 21 | 37 | 4(0)           |

Sp = Spiele, S = Siege, OTS = Siege nach Overtime, OTN = Niederlagen nach Overtime, N = Niederlagen

## Playoffs
|  | Halbfinale          | Halbfinale       |                   |  | Finale | Finale |
|  |                     |                  |                   |  |        |        |
|  | Amsterdam Bulldogs  | 3                |                   |  |        |        |
|  | Eaters Geleen       | 0                |                   |  |        |        |
|  |                     |                  |                   |  |        |        |
|  |                     |                  |                   |  |        |        |
|  | Amsterdam Bulldogs  | 3                |                   |  |        |        |
|  |                     | Tilburg Trappers | 2                 |  |        |        |
|  |                     |                  |                   |  |        |        |
|  | Spiel um Platz drei |                  |                   |  |        |        |
|  |                     |                  | nicht ausgespielt |  |        |        |
|  | Heerenveen Flyers   | 2                |                   |  |        |        |
|  | Tilburg Trappers    | 3                |                   |  |        |        |